# Ilhota
Ilhota là một đô thị thuộc bang Santa Catarina, Brasil. Đô thị này có diện tích 253,442 km², dân số năm 2007 là 11552 người, mật độ 45 người/km².